# EMI
EMI je britanska diskografska kuća. To je jedna od najvećih diskografskih kuća. Imaju mnogo klijenata, od kojih su najpoznatiji Robbie Williams i Iron Maiden. Dio je "velike četvorke" u glazbenoj industriji. Ima mnogo podružnica od kojih je najpoznatija EMI Music Publishing sa sjedištem u New Yorku. Tvrtka je nekada bila u vlasništvu FTSE 100 Indexa, ali sada je u potpunosti u vlasništvu Terra Firma Capital Partnersa.